# 2010년 스포츠
2010년 스포츠

## 같이 보기
- 2010 밴쿠버 동계 올림픽
- 2010 남아공 월드컵
- 2010 독일 20세이하 여자 월드컵
- 2010 트리니다드 토바고 17세이하 여자 월드컵
- 2010 광저우 아시안 게임